# Aftermath Entertainment
Aftermath Entertainment je americké hip-hopové hudební vydavatelství, které založil hudební producent a rapper Dr. Dre v roce 1996, krátce po opuštění labelu Death Row Records. První album Dr. Dre Presents...The Aftermath vyšlo v roce 1996.

## Členové

### Současní členové
- Dr. Dre
- Eminem
- Kendrick Lamar
- Anderson Paak
- Silk Sonic (Bruno Mars a Anderson Paak)

### Bývalí členové
50 Cent,
Antonio McLendon,
Bishop Lamont,
Brooklyn,
Busta Rhymes,
Dion,
Eve,
G.A.G.E.,
Game,
Hayes,
Hittman,
King Tee,
Joell Ortiz,
Joe Beast,
Marsha Ambrosius,
Raekwon,
Rakim,
RBX,
Slim the Mobster,
Stat Quo,
The Firm,
The Last Emperor,
Truth Hurts,
Jon Connor,
Justus.

## Diskografie
- (1996) Dr. Dre Presents...The Aftermath (Dr. Dre)
- (1997) The Album (The Firm)
- (1999) The Slim Shady LP (Eminem)
- (1999) 2001 (Dr. Dre)
- (2000) The Marshall Mathers LP (Eminem)
- (2001) The Wash (Soundtrack)
- (2002) The Eminem Show (Eminem)
- (2002) Truthfully Speaking (Truth Hurts)
- (2003) Get Rich Or Die Tryin' (50 Cent)
- (2004) Encore (Eminem)
- (2005) The Documentary (The Game)
- (2005) Curtain Call (Eminem)
- (2005) The Massacre (50 Cent)
- (2006) The Big Bang (Busta Rhymes)
- (2007) Curtis (50 Cent)
- (2009) Relapse (Eminem)
- (2009) Before I Self Destruct (50 Cent)
- (2010) Recovery (Eminem)
- (2012) good kid, m.A.A.d city  (Kendrick Lamar)
- (2013) The Marshall Mathers LP 2 (Eminem)
- (2015) To Pimp a Butterfly (Kendrick Lamar)
- (2015) Compton (Dr. Dre)
- (2016) untitled unmastered. (Kendrick Lamar)
- (2017) Damn. (Kendrick Lamar)
- (2017) Revival (Eminem)
- (2018) Black Panther (soundtrack) (Kendrick Lamar a různí umělci)
- (2018) Kamikaze (Eminem)
- (2018) Oxnard (Anderson Paak)
- (2019) Ventura (Anderson Paak)
- (2020) Music to Be Murdered By (Eminem)
- (2021) An Evening with Silk Sonic (Silk Sonic)
- (2022) Mr. Morale & the Big Steppers (Kendrick Lamar)